# Conophytum taylorianum subsp. ernianum
Conophytum taylorianum subsp. ernianum, una subespecie de Conophytum taylorianum, es una planta suculenta perteneciente a la familia de las aizoáceas.  Es originaria de Namibia.

## Descripción
Es una pequeña planta suculenta perennifolia de pequeño tamaño que alcanza los 4 cm de altura a una altitud de 650 - 1125    metros en Namibia.
Está formada por pequeños cuerpos carnosos que forman grupos compactos de hojas casi esféricas, soldadas hasta el punto de que solo una muy pequeña diferencia separan a las dos hojas. En la naturaleza, los grupos de hojas se esconden entre las rocas y en las grietas, que retienen depósitos apreciable de arcilla y arena.

## Variedad
- Conophytum taylorianum subsp. ernianum (Loesch & Tischer) de Boer ex S.A.Hammer

## Sinonimia
- Conophytum ernianum Loesch & Tischer (1933) basónimo[1][2]